# مارموست نقره‌ای
مارموست نقره‌ای (نام علمی: Callithrix argentata) نام یک گونه از سرده مارموست است.